# 有賀長文

有賀長文

有賀 長文（ありが ながふみ、1865年8月27日（慶応元年7月7日） - 1938年（昭和13年）9月11日）は、日本の農商務官僚、実業家、三井財閥の幹部（三井合名会社理事長）。

## 人物・経歴
摂津国大坂（現在の大阪府大阪市）で代々歌道を生業とする家系に生まれる。1889年（明治22年）帝国大学法科大学政治科を卒業後、井上毅長官の下、法制局の試補を経て、貴族院書記官に転じる。その後、農商務省へ入省、農商務書記官、参事官、工務局長を歴任する。
1898年（明治31年）、大隈重信が板垣退助と連合して、第3次伊藤内閣の後を受けて、隈板内閣が発足すると、行政整理の一つとして大石正巳農商務大臣が、商務局と工務局の統合を打ち出す。統合した場合、商務局長の木内重四郎が残るのが予想された。当時内閣が交代を繰り返したために、官吏の地位を登っても政界の影響を受けて、浪人して不遇の生活に陥っている人が少なくなかったのを見て、大学時代に ウード・エッゲルトから習った国民経済伸展の重要性から、民間で永続的な仕事をしたいと思うようになる。隈板内閣は四か月で崩れたが、1899年（明治32年）農商務省を退官する。
欧米を視察して、各国の書物を読みあさり、機械文明が発達し、民間経済が盛んになっているのを見て、日本でも国民経済の振興を図らなければならないと新聞、雑誌で論評した。訪欧中に知り合った駐ドイツ公使井上勝之助を通じて井上馨と知り合い、井上は都筑馨六に有賀の経歴を確認させる。兄の有賀長雄が伊藤博文首相秘書官を務めたことから、伊藤も有賀の学識に期待するようになる。
1900年（明治33年）10月、第4次伊藤内閣が発足して司法大臣に金子堅太郎が就くと、金子より司法省の参与官就任を勧められるが固辞する。全国商業会議所の全国大会の講演で十与箇条の経済対策を提言して大きな反響を呼び、海外の大勢と国内事情に精通した経済講演の内容は、識者にも大きな反響を呼び、速記録を読んだ井上馨も有賀の経済対策の手腕を評価する。
1901年（明治34年）10月、三井財閥の大番頭である三井銀行専務理事の中上川彦次郎が亡くなったため、三井家同族会理事の早川千吉郎が中上川の後任に回り、同族会理事に空席が生じることになった。井上馨の強い推薦により、1902年（明治35年）の紀元節に三井同族会の理事に就任する。三井財閥入りする時に、井上馨から「ゴム毬のように、あちらからもこちらからもぶつけられても、つつかれたりしても、ゴム毬はふんわりとして跳ね返されている。ゴム毬のように縁の下の力持ちをせよ。」という助言を心に銘じて、修養に基本にしたという。高い品格、高潔な人柄、まじめな性格は三井一族からも絶大な信用を得て、三井財閥の中で機械を動かす油の役目を果たし、「三井の宮内大臣」と言われた。
1914年（大正3年）、三井合名会社の理事長が益田孝から團琢磨に交替すると、三井財閥の大幹部として、團琢磨の下で縁の下の力持ちに徹し、1922年（大正11年）に三井合名会社常務理事に就任すると、池田成彬がやりやすいように環境を仕向けて行った。血盟団事件で団が狙撃されると、一時期三井合名会社の理事長を務めた。財閥批判に対応するために、池田成彬が断行した三井改革の過程で1934年（昭和9年）、安川雄之助を三井物産から退かせる時も大きな役割を果たした。 交遊が深かった牧野輝智を社会政策的な方面を担当とする重役として三井財閥入りさせる話が内定していたが、戦争のため実現しなかった。
物腰が優しく、非常に丁寧で、大抵の人が有賀に何か言われると、嫌だと言えなくなる気になる人物だったという。

## 親族
- 父：有賀長隣 - 有賀家7代目当主、高踏派歌人
- 兄：有賀長雄 - 法学博士及び文学博士
- 妹：国子 - 京都帝国大学医科大学初代学長・坪井次郎の妻[8]

## 関連サイト
- 人事興信録：有賀長文 (第8版 [昭和3(1928)年7月 の情報)]